# Боснія і Герцеговина на зимових Паралімпійських іграх 2010
Боснія і Герцеговина на зимових Паралімпійських іграх 2010 року у Ванкувері (Канада) була представлена 1 спортсменом, який брав участь у змаганнях з гірськолижного спорту. Жодних медалей паралімпієць Боснії і Герцеговини не завоював.

## Гірськолижний спорт
Чоловіки
| Спортсмен  | Вид спорту                 | Забіг 1 | Забіг 2 | Остаточний/Всього | Місце |
| ---------- | -------------------------- | ------- | ------- | ----------------- | ----- |
| Ніяз Мемич | слалом, стоячи             | 1:29.23 | 1:26.81 | 2:56.04           | 39    |
| Ніяз Мемич | гігантський слалом, стоячи | 1:48.37 | 1:54.68 | 3:43.05           | 39    |